# Principal Galaxies Catalogue
De Principal Galaxies Catalogue is een catalogus van sterrenstelsels.
De in 1989 door Georges Paturel (Observatorium van Lyon), Lucie Bottinelli, Lucienne Gouguenheim en Pascal Fouqué (Observatorium van Parijs) uitgebrachte versie bevatte 73.197 objecten met details als de locatie, morfologische classificatie, schijnbare helderheid, radiële snelheid en hoe het object eventueel in andere catalogi heet. Een elektronische versie is bij de Vizier-Service van Centre de données astronomiques de Strasbourg verkrijgbaar. De catalogus vormde de basis voor de LEDA (Lyon-Meudon extragalactic database). In 2003 werd de PGC tot 983.261 sterrenstelsels helderder dan de 18. magnitude uitgebreid en opgenomen in de HyperLeda-databank die in 2021 5.377.544 objecten bevatte. 